# ربکا ریتن هاوس
ربکا ریتنهاوس (زاده ۳۰ نوامبر ۱۹۸۸) یک هنرپیشه اهل ایالات متحده آمریکا است. ریتن هاوس اخیراً در نقش شخصیت اصلی سریال کمدی هولو مگی بازی کرده است.
ریتنهاوس در لس آنجلس به دنیا آمد و در پاسادنا بزرگ شد. ریتنهاوس در دانشگاه پنسیلوانیا تحصیل کرد و در آنجا زبان‌های رومی را مطالعه کرد.